# Carlos Manuel Corvelo Pereira Rodrigues

Carlos Manuel Corvelo Pereira Rodrigues (Angra do Heroísmo, 9 de Novembro de 1946 — Angra do Heroísmo, 17 de Outubro de 2008), mais conhecido por Carlos Corvelo, foi um jornalista, docente universitário, economista e político açoriano. Foi membro do VIII e do IX Governo Regional dos Açores.

## Biografia
Carlos Corvelo era licenciado e mestre em Economia pelo Instituto Superior de Economia e Gestão da Universidade Técnica de Lisboa. Especializou-se em Planeamento Regional e Urbano, área em que escreveu a sua tese de mestrado.
Foi jornalista (1976/1982), docente no Instituto Superior de Economia e Gestão e na Universidade de Évora, técnico da área de planeamento e administrador da Sismet, empresa especializada em estudos e planeamento regional e local.
Regressado aos Açores, de Dezembro de 1996 até Novembro de 2000  exerceu as funções de Director Regional de Estudos e Planeamento, integrando, nessa qualidade, a Comissão de Gestão de Fundos Comunitários. Representou o Governo dos Açores nas negociações que levaram à aprovação do III Quadro Comunitário de Apoio e do Programa Operacional de Desenvolvimento Económico e Social dos Açores (PRODESA). Foi gestor do PRODESA e representante do Governo dos Açores na Comissão de Acompanhamento do QCA III.
A 15 de novembro de 2000 foi tomou posse como Subsecretário Regional do Planeamento e Assuntos Europeus no VIII Governo Regional dos Açores. Nessas funções representou o Governo na gestão dos fundos estruturais e na Comissão de Acompanhamento do QCA III.
A 16 de novembro de 2004 tomou posse como Secretário Regional Adjunto do Vice-Presidente do IX Governo Regional dos Açores funções que exercia quando faleceu vítima de cancro.